# دیوید آرنولد

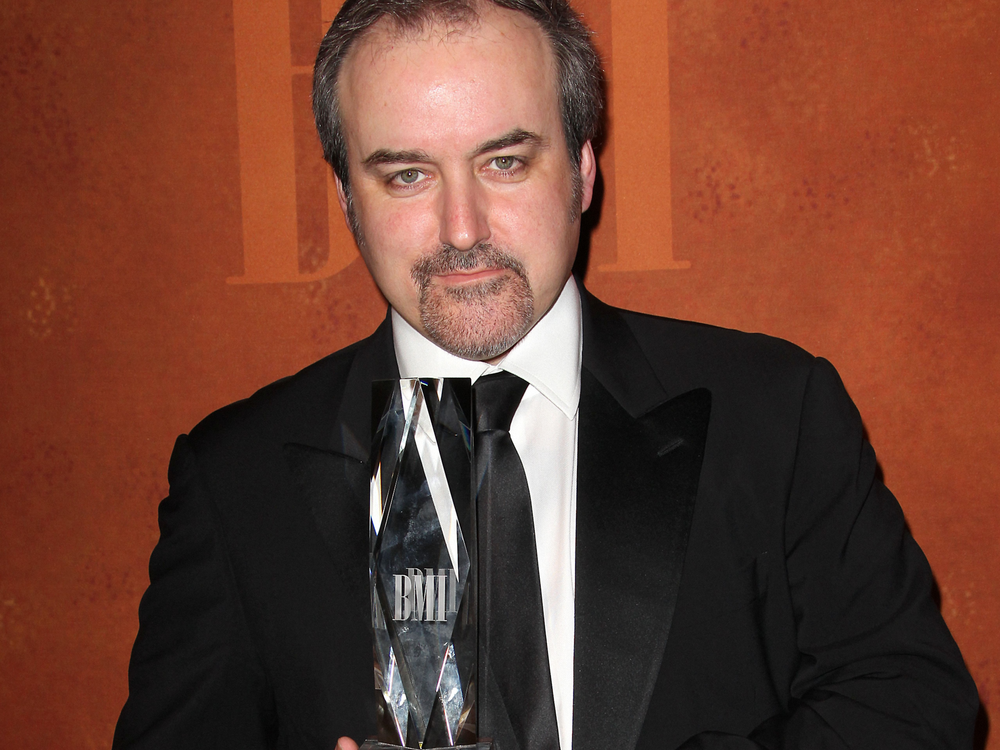
دیوید آرنولد در جایزه BMI در می سال ۲۰۱۱

دیوید آرنولد (انگلیسی: David Arnold؛ زادهٔ ۲۳ ژانویهٔ ۱۹۶۲) موسیقی‌دان اهل بریتانیا است. وی از سال ۱۹۹۳ میلادی تاکنون مشغول فعالیت بوده‌است.
از فیلم‌هایی که وی در آن‌ها نقش داشته‌است، می‌توان به فرماندهٔ پرواز، خانه وارونه و بریتانیای کوچک اشاره نمود.